# جون شورت
جون شورت هو سياسي كندي، ولد في 4 يوليو 1836، وتوفي في 16 أكتوبر 1886. انتخب عمدة وانتخب عضو مجلس العموم الكندي.